# گوستاف اشترزمان
گوستاف اشترزمان (به آلمانی: Gustav Stresemann) (زادهٔ ۱۰ مهٔ ۱۸۷۸ – درگذشتهٔ ۳ اکتبر ۱۹۲۹) سیاستمدار آزادی‌خواه آلمانی، وزیر خارجهٔ این کشور و صدر اعظم آلمان در ۱۹۲۳ میلادی بود. او به همراه آریستید بریان در ۱۹۲۶ به‌طور مشترک برندهٔ جایزه صلح نوبل شد.
اشترزمان را امروزه از مدافعان سرسخت دموکراسی در جمهوری شکنندهٔ وایمار می‌دانند.

## زندگی
اشترزمان در جنوب برلین در خانواده‌ای متوسط زاده‌شد. دانش‌آموزی خوبی بود و به ادبیات آلمان و شعر علاقه داشت. دوست داشت آموزگار شود ولی در ۱۸۹۷ به دانشگاه هومبولت برلین رفت و اقتصاد سیاسی خواند. برای گرفتن دکترا به دانشگاه لایپزیگ رفت و تز دکترایش را هم در زمینهٔ صنعت آبجوسازی در برلین ارائه داد. در ۱۹۰۳ با کته کلفلد دختر یک بازرگان یهودی ثروتمند پیمان زناشویی بست.
در ۱۹۰۶ او به عضویت انجمن شهری درسدن انتخاب شد. به زودی به حزب لیبرال ملی پیوست و در ۱۹۰۷ به نمایندگی رایشستاگ رسید. پس از جنگ جهانی یکم او به حزب دموکراتیک آلمان پیوست. سپس بسیاری از دست راستی‌های حزب لیبرال ملی را در حزب خلق آلمان به رهبری خویش گردآورد.
در ۱۳ اوت ۱۹۲۳ و در پی اشغال نظامی منطقه رور توسط فرانسه عهده‌دار وزارت امور خارجه و صدارت عظمی شد. آسان‌گیری دربارهٔ عاملان کودتای مونیخ سبب خروج سوسیال دموکرات‌ها از ائتلاف دولت او و واژگونی‌اش در ۲۳ نوامبر ۱۹۲۳ شد. ویلهلم مارکس صدر اعظم شد ولی اشترزمان وزیر خارجهٔ کابینهٔ جدید برجای ماند.
در ۱۹۲۶ آلمان به عضویت دائمی در شورای امنیت جامعه ملل پذیرفته‌شد. در همان سال اشترزمان جای صلح نوبل را برد. در ۱۹۲۸ پیمان بریان-کلوگ بسته شد. وی روابط حسنه ای با بسیاری از وزیران امور خارجهٔ کشورها به ویژه فرانسه برقرار ساخت. او کوشید تا با آمریکا وارد قراردادهای بازرگانی شود. او با هربرت هوور وزیر اقتصاد وقت آمریکا روابط دوستانه‌ای برقرار نمود.
سرانجام گوستاف اشترزمان بر اثر سکته مغزی در ۱۹۲۹ و در سن ۵۱ سالگی درگذشت. حاصل ازدواج او نیز دو پسر به نام‌های ولفگانگ و یواخیم بود.